# Sybra biochreoguttata
Sybra biochreoguttata là một loài bọ cánh cứng trong họ Cerambycidae.